# 診療録
診療録（しんりょうろく）、カルテ（独: Karte）とは、医療に関してその診療経過等を記録したものである。
診療録は狭義には医師が記入するもののみを指す。広義の診療録には手術記録・検査記録・看護記録等を含め診療に関する記録の総称をいう。全体的な概念としては診療情報、または医療情報とも言われる。
なお、この項目では診療録に関することのみではなく診療記録や診療情報についても記述する。

## 概説

### 性格
診療録には個人（患者）の健康管理資料、医学的基礎資料、法的証拠資料、保険請求用資料の4つの性格がある。

### 記載情報
一般的に、診療録に記載される内容は以下のようなものである。
- カルテ番号
- 年度（入院、退院、初診）
- 保険区分
- 個人識別（氏名、性別、生年月日、年齢、住所、職業、連絡先等）
- 紹介医
- 紹介先
- 入院（日付、病棟、主治医、転室、退院等）
- 診断
- 主訴 (CC; Chief Complaint)
- 既往歴 (PH; Past History)
- 家族歴 (FH; Family History) 配偶者や子供の有無
- 社会歴 (SH; Social History) 出身地、職業、日常の生活状況・趣味
- 現病歴（現症）(PI; Present Illnessまたは O.C; onset and course) 発症の日時、持続、経過等
- 検査（体重、血圧、尿等）
- 理学的所見（意識、栄養、顔色、言語、歩行、皮膚、脈、体温等）
- 局所所見
- 治療（投薬、処置、食餌、安静度）

## 診療録の歴史
診療録の歴史は人類文化発祥とともに始まったが、初期の診療録は宗教的慣習と密接に結びついていた。ギリシャ文明時代に医学と宗教的慣習が分離され、病気の因果関係が調べられるようになり、ヒポクラテスやガレヌスによって診療録の重要性が説かれるようになった。
ルネサンス時代になると計量分析型式が取り入れられるようになった。ベーコンが医学のあり方を述べた7項目の筆頭に正確な診療記録を挙げたほか、サンクトリアスは計量の概念を診療録に適用した。

## 欧米における診療録
アメリカではカルテの電子化が進んでおり、医師が診療方法を決定する際に必要な情報を入力すると、選択すべき治療法や薬剤等が画面上にリストアップされるシステムが導入されている。
欧米諸国では、医学界の排他性や密室性を排除するために、多くの努力を払っており、アメリカ合衆国では、転院する時はカルテが自動的についてくる。カルテは患者に属するもので、医師や病院のものではないという考え方が徹底している為である。
- Lloyd George envelope（英語版） - イギリスのNational Insurance Act 1911（英語版）制定後、当初はナショナル・インシュランス（英語版）を持つ国民のために発行された診療録。名称は英国の元首相デビッド・ロイド・ジョージに由来する。

## 日本における診療録

### 名称と記入
日本で一般に知られているカルテはドイツ語に由来する。これは明治時代の日本が主にドイツから医学を学んだことの影響である。明治以前の日本で、診療録としての体を成している書物としては、言継卿記が挙げられる。
かつての日本ではドイツ語で書かれていたが現在は英語、もしくは日本語に英単語を混在させたものが多い。

### 記録の内容
医師法施行規則第23条には、診療録には以下の4つを最低限記録しなければならないと定められている。
1. 診療を受けた者の住所、氏名、性別及び年齢
2. 病名及び主要症状
3. 治療方法（処方及び処置）
4. 診療の年月日

### 法令
日本の法律では「診療録」と「その他の診療に関する諸記録」は便宜上別物として扱われている。
日本医師会が2003年に作成した「診療情報の提供に関する指針」では、診療録を「医師法第24条所定の文書」、診療記録を「診療録、手術記録、麻酔記録、各種検査記録、検査成績表、エックス線写真、助産録、看護記録、その他、診療の過程で患者の身体状況、病状等について作成、記録された書面、画像等の一切」と定義している。

#### 医師法・歯科医師法
医師法第24条第1項に、医師は患者を診療したら遅滞なく「経過を記録すること」が義務づけられている。これを「診療録」としている。また、第2項で記録後最低5年間は保存することが義務づけられている（医療機関内で診療したものについては、その医療機関の義務である）。
診療録は単なるメモにとどまらず、医療過誤においても証拠としての重要性は非常に大きく、医療訴訟でたとえ必要な処置を行っていたとしてもカルテに記載がない場合、行ったとの主張は認められない可能性もある。歯科医師法も医師法と同様の規定がなされている。

#### 医療法
医療法第5条では、都道府県知事と一部市長、区長は、必要な場合に医師、歯科医師、助産師に対し診療録、助産録等の提出を命ずることができる。
第21条において病院、第22条において地域医療支援病院、第23条において特定機能病院は、それぞれ診療に関する諸記録を備えておかなければならないとされている。また25条では診療所、助産所、病院に対して都道府県知事と一部市長、区長は、また特定機能病院に対して厚生労働大臣は、それぞれ必要な場合に診療録その他を検査することができる。
第69条では診療録その他の診療に関する諸記録に係る情報を提供することができることを広告することができるとされている。第71条では助産所が助産録に係る情報を提供することができる旨を広告することができる。
医療法施行規則第20条第10号では、診療録以外の検査記録や画像写真、手術所見など「診療に関する諸記録」は病院に対し、2年間の保存が義務付けられている。
鍼灸院、治療院、接骨院・整骨院などの施術所が記載する施術録については、各自治体の条例や規則に基づいて検査されることとなっている。

#### 個人情報保護法
診療録、その他診療に関する諸記録等、すべての「診療情報」の管理、開示等の規定は、個人情報の保護に関する法律を基にして運用されている。ちなみに同法第2条において、この法律で扱う「個人情報」は「生存する個人に関する情報であって、当該情報に含まれる氏名、生年月日その他の記述等により特定の個人を識別することができるもの」と規定されている。
多くの医療機関は「診療情報」という個人情報を扱う「個人情報取扱事業者」とされているため、患者本人から開示請求があった場合には、これを開示することが義務付けられている。一方、患者の家族、または遺族に対しては開示規定はなく、患者死亡の際の医療訴訟では、遺族が裁判所に証拠保全を申し立てるといった裁判所命令を発出する場合もあるが、現在では、各医療機関もこれに対応してきており、厚生労働省は診療録開示のガイドラインを制定している。
2018年4月23日の毎日新聞の報道によると、大学病院など特定機能病院をはじめとする日本国内の主要な病院のうち約3割が、診療録の開示に当たり、実費とは別に5,000円以上の高額な手数料を徴収していたことが、厚生労働省の実態調査で判明した。市民団体からの「5,000円以上の手数料は高額で、個人情報保護法の規定に反する」との指摘を受け、同省が調査していた。

#### その他の法令
診療情報の扱いについては、以下の法律も関係している。
- 刑法第134条（秘密漏示罪）

正当な理由がないのに、その業務上取り扱ったことについて知り得た人の秘密（医療においては診療情報）を漏らしてはならない（守秘義務）。
- 刑事訴訟法第149条

業務上委託を受けたため知り得た事実で他人の秘密に関するもの（医療においては診療情報）については、証言を拒むことができる。
- 児童虐待の防止等に関する法律第6条

児童虐待を受けたと思われる児童を発見した者は速やかにこれを児童相談所に通告しなければならないとし、この場合刑法、その他の守秘義務は妨げにならない。
- 感染症の予防及び感染症の患者に対する医療に関する法律（感染症法）第3章、麻薬及び向精神薬取締法第58条の2

規定により本人の承諾が無くとも保健所、都道府県知事に患者の住所氏名等も届け出ることが規定されている。またはこの場合の個人情報である診療情報は、個人情報保護法第16条によって、公衆衛生上必要な場合には、利用目的による制限を受けないとされている。
※覚醒剤取締法においては届出義務はない。しかし、「医師が、必要な治療又は検査の過程で採取した患者の尿から、違法な薬物の成分を検出した場合に、これを捜査機関に通報することは、正当行為として許容されるものであって、医師の守秘義務に違反しない」との判例があり（最高裁第一小法廷平成17年7月19日決定）、本人の承諾なしに通報を行っても、刑法第134条に抵触する恐れは低いと考えられる。

## 診療録のシステム化

### 電子カルテ化
近年では電子カルテ化が進んでいる。

### 問題指向型診療録
カルテが単なるメモでないのは上述の通りである。しかし、実際には書いた本人にしかわからない略号だらけであったり、不十分な記載しかないというものもまた多い。本人も読めない場合すらある。チーム医療の重要性が注目されている中で、そのたたき台となるべきカルテは記録として機能する必要があり、その方法論のひとつが問題指向（型）医療記録、（POMR: Problem Oriented Medical Record 又はPOS: Problem Oriented System）である。特に入院後の治療・看護計画を立てる上で有益な方法であり、採用している病院が多い。
この方法ではまず問題点を列挙し、それぞれの問題について記録内容を以下の4項目に分離する。
- S(Subject)：主観的データ。患者の訴え、病歴など。
- O(Object):客観的データ。診察所見、検査所見など。
- A(Assessment)：上2者の情報の評価。
- P(Plan)：上3者をもとにした治療方針。

問題を列挙した一覧を problem list と言う。問題点毎に、「収集した情報」と「そこからの判断」を明確に区別することから始めるのである。そして客観的に得た情報と聴取した情報も区別した上で、その中から問題点を抽出し、それぞれの問題点について評価と対処を記録していくというものである。（POMR又はPOSはこの4項目の頭文字をとってSOAPと呼ばれることもある）
実際にこれら4者を明確に区別できない場合も多く、厳密にこのルールに従うことは不可能なこともあるが、これを意識して記載することでカルテの機能性を向上させることが期待される。具体的には下の2者があげられる。
- T(Treatment)：Pで決めた治療方針を基にした治療内容。
- E(Effect)：治療後の検査結果や症状の緩和、病気の消失など。

## 獣医師の診療簿
獣医学の分野では診療簿が用いられる。
日本の獣医師法では、診療簿の保存期間を3年以上と定めている。ただし、牛、水牛、鹿、めん羊、山羊の診療簿及び検案簿は8年間である。